# Alfred Piper
Eric Carl Alfred Piper, född 25 december 1834 i Jakob och Johannes församling, Stockholm, död 6 maj 1910 i Sövde församling, Malmöhus län, var en svensk greve, överhovstallmästare och riksdagsledamot.

## Biografi
Piper, som i sin ungdom rest till Italien och där varit lärjunge till landskapsmålaren Alessandro La Volpe, var ägare till Sövdeborg och Christinehofs slott i Skåne samt Egholm på Själland. Som riksdagsman var han ledamot av andra kammaren 1879–1881 (invald i Färs härads valkrets) och av första kammaren 1882–1899 (invald i Malmöhus läns valkrets). Han var även ordförande i landstinget.

## Utmärkelser
- Riddare och kommendör av Kungl. Maj:ts orden (Serafimerorden), 30 november 1901.[5]
- Konung Oscar II:s jubileumsminnestecken, 1897.[5]
- Riddare av Nordstjärneorden, 3 maj 1869.[5]
- Kommendör med stora korset av Vasaorden, 21 januari 1891.[5]
- Kommendör av första klass av Vasaorden, 30 november 1878.[5]
- Kommendör av Danska Dannebrogorden, 26 maj 1867.[5]
- Riddare av Norska Sankt Olavs orden, 5 april 1868.[5]